# Juan Manuel de Rosas
Juan Manuel de Rosas, född den 30 mars 1793 i Buenos Aires, Argentina, död den 14 mars 1877 i Southampton, Hampshire, var en argentinsk politiker och arméofficer som var guvernör för provinsen Buenos Aires åren 1829-1832 och 1835-1852, samt Argentinska konfederationen. I sin roll hade han från 1835 av tiden närmast enväldig makt och har betecknats som diktator.
Rosas kom från en välbärgad familj som drev några av de största boskapsrancherna i Argentina. Han fick sin grundläggande utbildning i Buenos Aires men tillbringande mycket av sin ungdom på landsbygden, bland gauchos och fortsatte under hela livet att vara som en av dem. Gradvis förvärvade han egen mark, söder om Río Salado i provinsen Buenos Aires, och samlade ihop en skara män som löd under honom.
1820 anförde han en trupp (colorados) till guvernören Martín Rodríguez försvar och utsågs av Rodríguez till chef för provinsens milis. 1828 var han federalisternas företrädare gentemot unitariernas ("centralisternas") ledare, general Juan Lavalle, störtade honom och blev själv den 8 december 1829 vald till guvernör i Buenos Aires. Genom våld och förhandlingar hade han lyckats organisera La Plata-staterna till en argentinsk konfederation, då hans mandatperiod gick ut i januari 1832. Befolkningen beundrade hans militära framgångar och ville välja om honom, vilket skedde 7 mars 1835. Han krävde då oinskränkt makt över konfederationen, vilket han fick. Fullmakten gällde i fem år, men förnyades flera gånger trots att det fanns motstånd mot honom.
Under sina nära 17 år som diktator betecknade Rosas sig själv som federalist, men agerade som en centralist och genomdrev lag och ordning genom tyranni. Hans spioner och den skoningslösa hemliga polisen, Mazorca, satts skräck i all opposition, så att mycket få vågade opponera sig 1840, då den inledande femårsperioden löpte ut. Han beordrade också att hans porträtt skulle finnas på offentliga platser och i kyrkor som ett tecken på hans överhöghet. Han behöll dock popularitet genom att La Plata-staternas ekonomiska välstånd utvecklades och genom att upprätthålla en självständig linje i utrikespolitiken. Han gick under dessa år segrande ur alla krig med grannstater och löste konflikter med Frankrike och Storbritannien.
Till sist upphörde dock hans militära framgångar. Vid Monte Caseros blev han den 3 februari 1852 besegrad av guvernören i Entre Ríos, general Justo José de Urquiza, som fick understöd från Brasilien, Uruguay och argentinska infödingar. Rosas tog sin tillflykt på ett brittiskt örlogsfartyg och tillbringade resten av sitt liv i England utom räckhåll för sina landsmän, som 1861 dömt honom till dödsstraff.